# Col du Jaun
Le col du Jaun ou col de Bellegarde (en allemand Jaunpass) est un col de Suisse situé sur le territoire de la commune de Boltigen dans le canton de Berne. Il abrite une station de sports d'hiver.

## Géographie
Situé à 1 508 mètres d'altitude dans les Préalpes fribourgeoises, il relie Bulle en passant par Jaun en Gruyère, dans le canton de Fribourg, à Reidenbach sur la commune de Boltigen dans le Simmental, dans l'Oberland bernois.

## Histoire

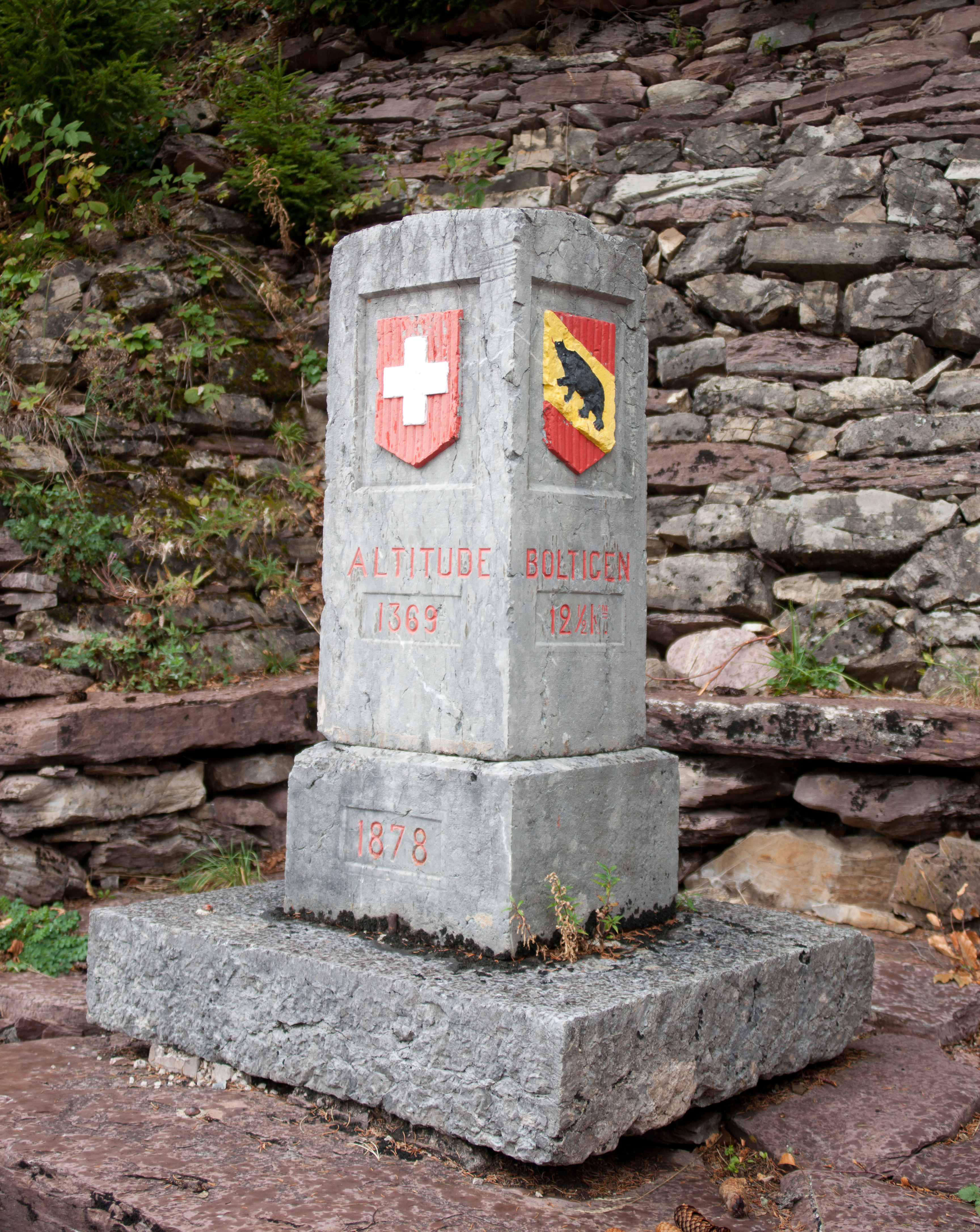
Borne marquant la frontière entre les cantons de Berne et Fribourg sur la route du col, avec la date de 1878 marquant l'achèvement de la route du col.

La route du col, utilisée principalement pour relier les centres militaires de Bulle et de Thoune, a été planifiée dès la fin de la guerre franco-prussienne de 1870 et achevée en 1878. Avec le développement de l'hôtellerie et d'une station de ski, le col est devenu, dès la seconde moitié du XXe siècle, un lieu à vocation touristique.

## Domaine skiable
Une petite station de sports d'hiver a été aménagée de part et d'autre du col. Les pistes y sont, en majorité, techniquement faciles, et donc bien adaptées aux familles et aux skieurs débutants. Deux sous-domaines sont séparés par la route du col et par une marche à pied d'une dizaine de minutes.
Le sous-domaine situé au sud du col était desservi par un unique téléski, le Hüttlistalden. Ce dernier a été arrêté en 2017 après 50 ans de service. Un court fil-neige pour débutants est installé entre le parking principal du col et le sous-domaine. Le retour au parking implique de pousser sur les bâtons.
Le sous-domaine situé au nord du col est quant à lui desservi par deux téléskis et un fil-neige. Les pistes du téléski qui part du col sont très faciles. La seule piste noire du domaine — de fait relativement peu difficile — est quant à elle desservie par un téléski qui part depuis Winteregg, le point bas du domaine (1 408 m). Le dénivelé total y est de 200 mètres. Quand l'enneigement naturel suffit, un itinéraire non damé part en direction de la vallée du Simmental et permet de rejoindre le lieu-dit d’Eschilhalten (1 210 m) depuis le sommet.
Du fait de son altitude relativement basse et de l'absence de canons à neige, la saison d'hiver se termine en général à la mi-mars.
Les détenteurs de forfaits saison du domaine skiable d'Adelboden-Lenk peuvent automatiquement skier gratuitement sur le domaine du Jaunpass. À l'inverse, les détenteurs d'un forfait saison du Jaunpass peuvent obtenir des prix réduits sur les domaines d'Adelboden-Lenk, Gstaad Mountain Rides, Wiriehorn, Grimmialp, Springenboden et Oberwil Rossberg). La station coopère également avec les stations voisines de Jaun et Charmey au travers d'une offre forfaitaire saison.